# Diapetimorpha aspila
Diapetimorpha aspila là một loài tò vò trong họ Ichneumonidae.